# Принсвілл (Гаваї)
Принсвілл (англ. Princeville) — переписна місцевість (CDP) в США, в окрузі Кауаї штату Гаваї. Населення — 2157 осіб (2020).

## Географія
Принсвілл розташований за координатами 22°13′11″ пн. ш. 159°28′53″ зх. д. / 22.21972° пн. ш. 159.48139° зх. д. (22.219681, -159.481445).  За даними Бюро перепису населення США в 2010 році переписна місцевість мала площу 6,36 км², з яких 6,20 км² — суходіл та 0,17 км² — водойми.

## Демографія
Згідно з переписом 2010 року, у переписній місцевості мешкало 2158 осіб у 933 домогосподарствах у складі 568 родин. Густота населення становила 339 осіб/км².  Було 2226 помешкань (350/км²).
Расовий склад населення:
| - 80,4 % — білих - 5,4 % — азіатів - 3,5 % — вихідців з тихоокеанських островів - 0,8 % — корінних американців - 0,4 % — чорних або афроамериканців |

До двох чи більше рас належало 8,6 %. Частка іспаномовних становила 5,7 % від усіх жителів.
За віковим діапазоном населення розподілялося таким чином: 16,2 % — особи молодші 18 років, 65,9 % — особи у віці 18—64 років, 17,9 % — особи у віці 65 років та старші. Медіана віку мешканця становила 49,8 року. На 100 осіб жіночої статі у переписній місцевості припадало 93,9 чоловіків;  на 100 жінок у віці від 18 років та старших — 95,7 чоловіків також старших 18 років.
Середній дохід на одне домашнє господарство  становив 78 956 доларів США (медіана — 70 086), а середній дохід на одну сім'ю — 94 074 долари (медіана — 85 127). Медіана доходів становила 62 096 доларів для чоловіків та 44 361 долар для жінок. За межею бідності перебувало 15,8 % осіб, у тому числі 20,2 % дітей у віці до 18 років та 15,1 % осіб у віці 65 років та старших.
Цивільне працевлаштоване населення становило 883 особи. Основні галузі зайнятості: мистецтво, розваги та відпочинок — 36,2 %, науковці, спеціалісти, менеджери — 18,0 %, освіта, охорона здоров'я та соціальна допомога — 12,0 %, фінанси, страхування та нерухомість — 8,5 %.